# 蓬卡雷
蓬卡雷（法語：Pontcarré，法語發音：[pɔ̃kaʁe] ⓘ）是法国塞纳-马恩省的一个市镇，属于托尔西区。

## 地理
蓬卡雷（48°47'48"N, 2°42'19"E）面积9.46 平方千米，位于法国法蘭西島大區塞纳-马恩省，该省份为法国北部内陆省份，北起瓦兹省，西接埃松省、马恩河谷省、塞纳-圣但尼省和瓦兹河谷省，南至卢瓦雷省，东南接约讷省，东临马恩省和奥布省，东北接埃纳省。
与蓬卡雷接壤的市镇（或旧市镇、城区）包括：比西圣乔治、科莱然、克鲁瓦西-博堡、法维耶尔、布里地区费里耶尔、格雷茨-阿曼维利耶、奥祖瓦尔-拉费里耶尔、布里地区鲁瓦西。

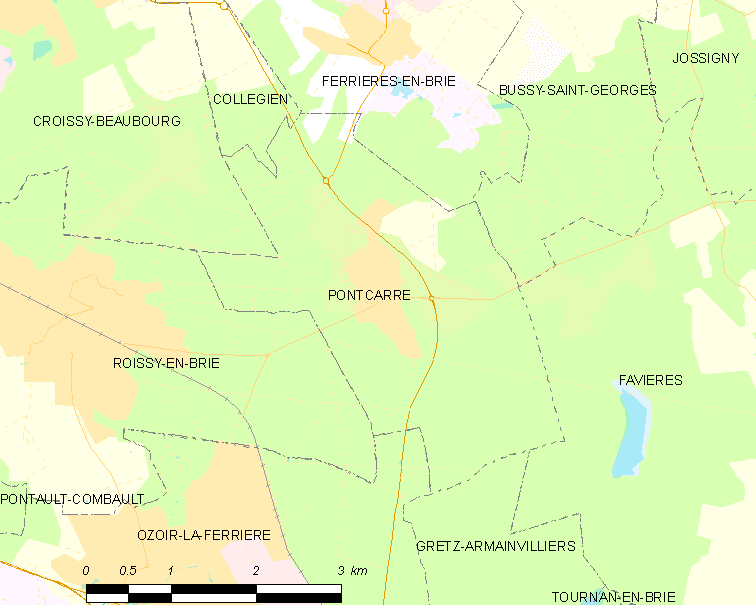
蓬卡雷的OSM定位图

蓬卡雷的时区为UTC+01:00、UTC+02:00（夏令时）。

## 行政
蓬卡雷的邮政编码为77135，INSEE市镇编码为77374。

## 政治
蓬卡雷所属的省级选区为奥祖瓦尔-拉费里耶尔县。

## 人口

1962-2008年间蓬卡雷人口变化图示

蓬卡雷于2022年1月1日时的人口数量为2149人。